# Aceyalone
Aceyalone (nacido como Eddie Hayes) es un rapero estadounidense, conocido por su pasión y dominio de las palabras y el lenguaje. Es una de las mayores cabezas de la escena del rap, habiendo jugado un papel importante en el desarrollo de la inteligencia y la lírica del rap cuando el Gangsta rap dominaba el género. Es el miembro fundador de Freestyle Fellowship.
Generalmente reconocido como uno de los emcee más dotados de la historia a la hora de escribir. Aceyalone plasma el sofisticado estilo de la costa oeste que exhiben artistas alternativos como Blackalicious y Del Tha Funkee Homosapien.

## Discografía

### Álbumes
- Team - Who ReFramed the A-Team (2006)
- Aceyalone - Grand Imperial (2006)
- Aceyalone & RJD2 - Magnificent City (2006)
- Hip Hop and the World We Live In (2005)
- All Balls Don't Bounce Revisited (2004)
- Haiku d'Etat - Coup de Theatre (2004)
- Love & Hate (2003)
- Freestyle Fellowship - Shockadoom (2002)
- Accepted Eclectic (2001)
- Freestyle Fellowship - Temptations (2001)
- Team - Who Framed the A-Team (2000)
- Haiku d'Etat - Haiku d'Etat (2000)
- A Book of Human Language (1998)
- All Balls Don't Bounce (1995)
- Freestyle Fellowship - To Whom it May Concern (1991)
- Freestyle Fellowship - Innercity Griots (1993)

### Sencillo & EP
- Lost Your Mind/The Saga Continues (2005)
- Moonlit Skies/Ace Cowboy (2005)
- Microphones/Keep Rappin & Spinnin (2001)
- Accepted Eclectic [12" Single] (2000)
- Mic Check [Clean] (1995)

### Colaboraciones
- Ellay Khule aka The Rifleman: Califormula (2005)
- Project Blowed: 10th Year Anniversary [Bonus DVD] (2005)
- Shifting Gears [Clean] (2005)
- Young Dangerous Heart (2005)
- Cater to the DJ, Vol. 2 (2004)
- Embedded Joints (2004)
- Lyrics of Fury, Vol. 3 (2004)
- Soundz of Spirit [DVD & CD] (2004)
- Capture of Sound (2003)
- Curb Servin' (2003)
- Deep Water Slang V2.0 (2003)
- Monolith (2003)
- No More Greener Grasses (2003)
- Project Blowed Presents The Good Brothers (2003)
- Secondary Protocol (2003)
- Showtyme (2003)
- Graffiti Kings (2002)
- Reanimation (2002)
- Reanimation [Bonus Track] (2002)
- Temporary Forever (2002)
- Hard Hat Area (2001)
- Tags of the Times, Vol. 3 (2001)
- Who Framed the A-Team? (2000)
- ...For Persons with DJ Abilities (2000)
- L.A. Virus Volume Zero (2000)
- Unbound Project, Vol. 1 (2000)
- ...Estuary (1999)
- Cater to the DJ (1999)
- Celestial Squadron (1999)
- Defenders of the Underworld (1999)
- Funky Precedent (1999)
- Haiku D'Etat [Pure Hip Hop] (1999)
- Strength Magazine Presents Subtext (1999)
- Beats & Lyrics, Vol. 2(1998)
- Fat Beats & Bra Straps: New MC's (1998)
- Beats & Lyrics (1997)
- Hollywood & Vine (1995)
- Project Blowed (1995)
- Haiku D'Etat - Coup de Theatre (2004)